# Уеуетенанго (департамент)
Уеуетенанго (на испански: Huehuetenango) е един от двадесет и двата департамента на Гватемала. Столицата на департамента е едноименният град Уеуетенанго. Департаментът е с обща площ от 7400 км² и население от 1 294 100 жители (по изчисления от юни 2016 г.).

## Общини
Някои общини на департамент Уеуетенанго:
- Нентон
- Санта Барбара
- Солома